# ダグラス・マキルロイ
マルコム・ダグラス・マキルロイ（Malcolm Douglas McIlroy、1932年 - ）は、アメリカ合衆国の数学者、コンピュータ技術者、プログラマである。
彼はUNIX創始者の一人であり、パイプの発明者でもある。 パイプはプロセス間通信の技法であり、複数プロセスの標準入出力を連鎖的に接続し、プログラムを効率的に組み合わせて使用することを可能にする。また、UNIXツールであるspell、diff、sort、join、graph、speak、trを開発した。
彼はUNIX哲学を初めて形にした。これはソフトウェア開発の哲学的アプローチと知られている。

## 参照
- UNIXの1/4世紀, Peter H. Salus, Addison-Wesley, May 31, 1994 (ISBN 0-201-54777-5、ISBN 4756136591)